# Croce Rossa angolana

il simbolo della Croce Rossa

La Croce Rossa Angolana è la società nazionale di Croce Rossa della Repubblica dell'Angola, stato dell'Africa centrale. La Società conta circa 20.000 tra membri e volontari (nel 1998).

## Denominazione ufficiale
- Cruz Vermelha de Angola, in lingua portoghese, idioma ufficiale dell'Angola;
- Angola Red Cross (A.R.C), in lingua inglese, denominazione utilizzata presso la Federazione;

## Storia
È stata fondata nel 1978 con Decreto governativo e nel 1986 ha aderito al Movimento Internazionale della Croce Rossa; la prima assemblea generale si è tenuta nel 1986.
Nel 1996 La Croce Rossa Angolana è stretto un'intesa con il Ministero della Saluta angolano, in base al quale vien confermato ufficialmente il ruolo della Società di ausiliario alle pubbliche amministrazioni nel campo dei principali servizi sanitari, sia a livello nazionale che provinciale. Nel 1998 si è tenuta una seconda assemblea generale straordinaria in occasione della quale è stato ratificato un nuovo statuto, sono stati eletti il nuovo presidente, nuovo Segretario Generale ed un Consiglio Nazionale; è stato inoltre costituito un Comitato Esecutivo che comprende una Commissione Finanziaria.

## Suddivisioni
La società è presente sul territorio nazionale tramite delegazioni provinciali in 17 delle 18 provincie in cui è suddiviso il territorio, in alcune province sono inoltre presenti sezioni locali o municipali.

## Organizzazione
Gli organi direttivi della Croce Rossa angolana sono l'Assemblea Generale, il Consiglio Nazionale, il Comitato Esecutivo ed i rappresentanti delle delegazioni locali. La sede dell'associazione è nella città di Luanda.

### Il Consiglio Nazionale
È composta dai seguenti soggetti:
- il Presidente;
- il segretario generale;
- i direttori dei dipartimenti (legale, tecnico, finanziario ed amministrativo);
- i delegati provinciali (rappresentanti provenienti dalle assemblee provinciali ed eletti dall'assemblea generale);
- i delegati dei ministeri della Difesa, Sanità, Esteri, Affari Sociali;
- il Segretariato per i Veterani di Guerra;
- l'Organizzazione delle Donne Angolane (Organization of Angolan Women, O.A.W. in inglese, Organização da Mulher Angolana, O.M.A. in portoghese).

### Il Comitato Esecutivo
Include il Presidente, il segretario Generale e quattro delegati, è un comitato che include membri volontari e dipendenti.

## Attività

### Salute
La Croce Rossa angolana è impegnata dal 1997 in un programma di sensibilizzazione sulla prevenzione e in campagne nazionali di vaccinazione.

### Sminamento
Sul fronte della lotta alle mine antiuomo la Croce Rossa Angolana porta avanti dal 1998, insieme alle autorità angolane, un programma di sminamento, sensibilizzazione dell'opinione pubblica ed educazione al riconoscimento degli ordigni.

## Collaborazioni e supporto
La Croce Rossa Angolana riceve supporto economico da diverse Società Nazionali di Croce Rossa e Mezzaluna Rossa e dalla stessa Federazione. 
La società collabora, al fine di raggiungere obbiettivi comuni, con altre entità governative e non.

### Ministero della salute
In base all'accordo del 1996, il Ministero della Salute fornisce personale infermieristico per il programma comune di supporto sanitario alla popolazione.

### Croce Rossa spagnola
La società ha preso accordi con la Croce Rossa spagnola per svolgere attività di riabilitazione nella provincia di Bengo.